# Rainbow Coalition
La Rainbow Coalition (lett. "Coalizione Arcobaleno") è stato un movimento multiculturale fondato il 4 aprile 1969 a Chicago, in Illinois, da Fred Hampton, presidente della sezione locale e vicepresidente nazionale del Black Panther Party, assieme a William “Preacherman” Fesperman della Young Patriots Organization e José Cha Cha Jiménez, fondatore del gruppo degli Young Lords. È stata la prima delle diverse organizzazioni del ventesimo secolo a basarsi sul concetto di una “coalizione arcobaleno”, quindi multi-etnica e anti-razzista.
La Rainbow Coalition, nata in seno ad organizzazioni che si richiamavano esplicitamente al marxismo-leninismo, al socialismo rivoluzionario, e all’anti-capitalismo, cominciò a includere ben presto altri gruppi radicali e socialisti, come la Lincoln Park Poor People’s Coalition o successivamente, gli Students for a Democratic Society, i Brown Berets chicano, l’American Indian Movement nativo-americano e le Red Guards sino-americane. Nell’aprile del 1969, Hampton annunciò tramite numerose conferenze stampa che il movimento era sorto. La Rainbow Coalition affrontò in modo diretto povertà, corruzione, brutalità delle forze dell’ordine, e la questione abitativa. I gruppi che vi prendevano parte si supportarono l’un altro con proteste, scioperi, e manifestazioni per portare avanti una causa unica.
Successivamente alla Coalizione vennero ad aggiungersi molti altri gruppi locali, come Rising Up Angry. Il movimento inoltre prese posizione contro la criminalità e la violenza delle gang; in particolare Hampton, Jiménez e i loro colleghi ritenevano che la violenza di strada fosse utilizzata dal Partito Democratico a Chicago (capeggiato da Richard J. Daley) per consolidare il proprio potere grazie all’ottenimento di fondi per rafforzare la sicurezza.